# Ozero Medzozol
Ozero Medzozol (ryska: Озеро Медзозол) är en sjö i Belarus.   Den ligger i voblasten Vitsebsks voblast, i den norra delen av landet, 120 km norr om huvudstaden Minsk. Ozero Medzozol ligger 161 meter över havet. Arean är 2,1 kvadratkilometer. Den sträcker sig 2,5 kilometer i nord-sydlig riktning, och 1,6 kilometer i öst-västlig riktning.
Omgivningarna runt Ozero Medzozol är en mosaik av jordbruksmark och naturlig växtlighet. Runt Ozero Medzozol är det glesbefolkat, med 14 invånare per kvadratkilometer.